# Édouard Jasmin
Édouard Jasmin (1905-1987) est un artiste québécois, connu pour sa peinture au relief sur sable et pour ses assiettes en céramique dans lesquels il cherche à illustrer des scènes du Québec contemporain.

## Carrière
Édouard Jasmin est né le 9 novembre 1905 à Saint-Laurent (aujourd'hui Montréal). Il entreprend des études classiques au Collège Saint-Thérèse, qu'il ne termine pas pour accéder au marché du travail .
Le 18 mai 1925 à Outremont, il marie Germaine Lefebvre. Le couple a sept enfants . Il est le père de l'écrivain Claude Jasmin.
De 1923 à 1933, Édouard Jasmin exploite un petit commerce d'importations asiatiques, qu'il abandonne pour ouvrir un restaurant au sous-sol de sa maison du 7068, rue Saint-Denis à Montréal. Après la fermeture de son caboulot, en 1956, il occupe des emplois, dont celui de journalier à la Ville de Montréal, puis de 1960 à 1976 comme agent de sécurité au Service des parcs de cette municipalité.
Dans son restaurant, Édouard Jasmin peint artistiquement les murs et les meubles. À sa retraite, il commence à travailler l'argile et crée de petites peintures murales narratives sur de grandes assiettes, pour lesquelles il s'est fait connaître au Québec et à l'étranger.
Les romans La Petite Patrie, Pointe-Calumet: Boogie-woogie et Papamadi, ainsi que les séries télévisées La Petite Patrie et Boogie-woogie 47 permettent de découvrir la personnalité d'Édouard Jasmin.
En 1979, Radio-Québec présente dans le cadre de la série télévisée Visage un documentaire sur la vie d'Édouard Jasmin.
Écrire et être publié constituent des aspirations pour Édouard Jasmin. Son fonds d'archives contient des manuscrits n'ayant pas trouvé d'éditeur. Il rédige sous le nom de plume Édouard Kayé ou Ka-yé. Toutefois, sous ces pseudonymes, il réussit à s'exprimer dans quelques périodiques. É. Jasmin réalise son rêve en corédigeant avec son fils Claude un livre intitulé Deux mâts, Une galère, qui est publié en 1983 . Cette publication est l'occasion d'un dialogue entre père et fils sur leur vie.
Édouard Jasmin est décédé à Montréal le 29 mai 1987.
Son fonds d'archives est conservé à Bibliothèque et Archives nationales du Québec à Montréal.

## Collections publiques et expositions sélectionnées
En mars 1953, il présente dans son restaurant et sans doute pour la première fois au grand public ses œuvres.
D'autres expositions suivront à Montréal, soit en mai 1953, à la Place des artistes, en 1959, en septembre 1962 à la galerie d'art Rita Huot. Du 3 au 26 avril 1975, Édouard Jasmin expose des céramiques à la Galerie Créa de la Centrale d'artisanat du Québec.
Découvert par le céramiste et professeur Léopold Foulem, qui est par la suite un ardent promoteur de l’œuvre de M. Jasmin, les créations de l'artiste québécois accède à des collections et à des lieux d'exposition tant au Québec qu'à l'étranger .
Au cours des années 1980, il expose à quelques reprises ses créations à la galerie Prime Canadian Crafts de Toronto.
Quelques semaines après son décès en 1987, la Galerie Garth Clark de New York et de Los Angeles expose ses céramiques. Elle récidive du 5 février au 2 mars 1991 avec une nouvelle exposition consacrée à ses créations.
La Galerie d'art de Burlington acquiert, puis présente de ses œuvres en 1989 et 1997. À l'initiative de cette galerie, l'exposition collective Fire+Earth qui inclut certaines de ses créations est présentée au Canada et au Japon.
Sous la gouverne de l'ethnologue Pascale Galipeau, du 3 avril au 16 juin 1991, une rétrospective des travaux d'Édouard Jasmin est présentée au Musée d'art de Saint-Laurent (Musée des métiers d'arts du Québec). L'année précédente, Mme Galipeau dépose à l'Université Laval, un mémoire de maîtrise en Arts et traditions populaires qui s'intéresse à ses travaux. Par un hasard fortuit, son père (Jacques Galipeau) joue le rôle d’Édouard dans le téléroman La Petite Patrie.
La galerie Soon de Montréal présente du 2 au 30 mars 2019 une exposition conjointe des créations des céramistes Édouard Jasmin et Léopold Foulem intitulée Deux visions insolites.
Le Musée national des beaux-arts du Québec dispose d'une importante collection de l’œuvre d'Édouard Jasmin.
Par ailleurs, ses travaux sont également présents dans les collections de la Galerie d'art de Burlington, du Musée de la civilisation du Québec, du Musée des beaux-arts de la Nouvelle-Écosse, du Musée des Beaux-Arts de Houston, du Musée des beaux-arts de Montréal, du Musée Gardiner et du Musée des beaux-arts de San Angelo.

## Reconnaissance
Dans le livre The Ceramic Narrative, l'auteur Matthias Ostermann célèbre Édouard Jasmin comme un artiste populaire vraiment remarquable et unique au Canada pour ses créations en argile .